# Santi Silvestro e Martino ai Monti
Santi Silvestro e Martino ai Monti, även benämnd San Martino ai Monti, är en kyrkobyggnad, titelkyrka och mindre basilika i Rom, helgad åt de heliga Silvester I och Martin av Tours. Kyrkan är belägen vid Viale del Monte Oppio i Rione Monti och tillhör församlingen Santi Silvestro e Martino ai Monti.

## Kyrkans historia
Enligt traditionen uppfördes den första kyrkan på denna plats under 300-talet. Den nuvarande fasaden är från 1600-talet, förmodligen ritad av Filippo Gagliardi. Interiören är en treskeppig basilika; skeppen avdelas av kolonner i marmo imezio, bigio antico, pavonazzetto och cipollino.
Interiören hyser konstverk av bland andra Gaspard Dughet, Filippo Gagliardi, Girolamo Muziano,  Pietro Testa och Jan Miel.
I sakristian bevaras en votivlampa i silver från 400-talet.

## Omnämningar i kyrkoförteckningar
| Katalog                      | År         | Benämning                                                         |
| ---------------------------- | ---------- | ----------------------------------------------------------------- |
| Catalogo di Cencio Camerario | 1192       | sco. Martino in montibus                                          |
| Il Catalogo Parigino         | cirka 1230 | s. Martinus de Montibus                                           |
| Il Catalogo di Torino        | cirka 1320 | Ecclesia sancti Martini in Montibus titulus presbiteri cardinalis |
| Il Catalogo del Signorili    | cirka 1425 | sci. Martini in Montibus                                          |

## Titelkyrka
Kyrkan stiftades som titelkyrka med namnet Titulus Equitii av påve Silvester I omkring år 314.
Kardinalpräster under 1900- och 2000-talet
- Kolos Ferenc Vaszary: 1893–1915
- Giulio Tonti: 1915–1918
- Achille Ratti: 1921–1922
- Eugenio Tosi: 1922–1929
- Alfredo Ildefonso Schuster: 1929–1954
- Giovanni Battista Montini: 1958–1963
- Giovanni Colombo: 1965–1992
- Armand Gaétan Razafindratandra: 1994–2010
- Kazimierz Nycz: 2010–